# دریای مجمع‌الجزایر

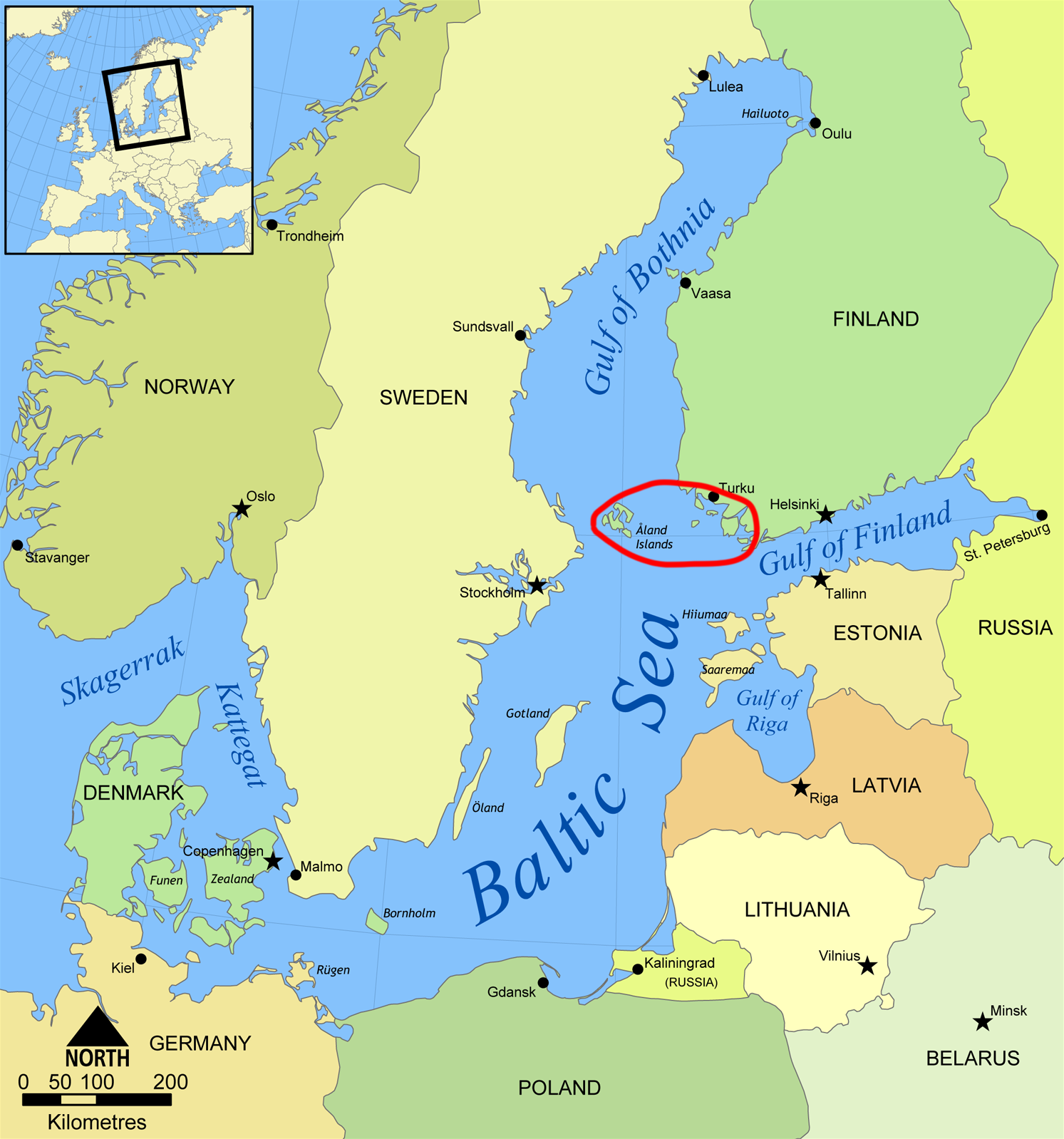

دریای مجمع‌الجزایر (فنلاندی: Saaristomeri) بخشی از دریای بالتیک بین خلیج بوتنی، خلیج فنلاند و دریای آلند، در آب‌های سرزمینی فنلاند است. با برخی تعاریف، این دریا شامل بزرگ‌ترین مجمع‌الجزایر جهان از نظر تعداد جزیره است، اگرچه بسیاری از این جزایر بسیار کوچک و به شدت خوشه‌ای هستند.
جزایر بزرگتر در این دریا مسکونی‌اند و توسط کشتی و پل به هم متصل می‌شوند. جزایر آلند، از جمله بزرگ‌ترین جزایر منطقه، یک منطقه خودمختار را در فنلاند تشکیل می‌دهند. بقیه جزایر بخشی از منطقه جنوب غربی فنلاند هستند. دریای مجمع‌الجزایر یک مقصد گردشگری قابل توجه است.

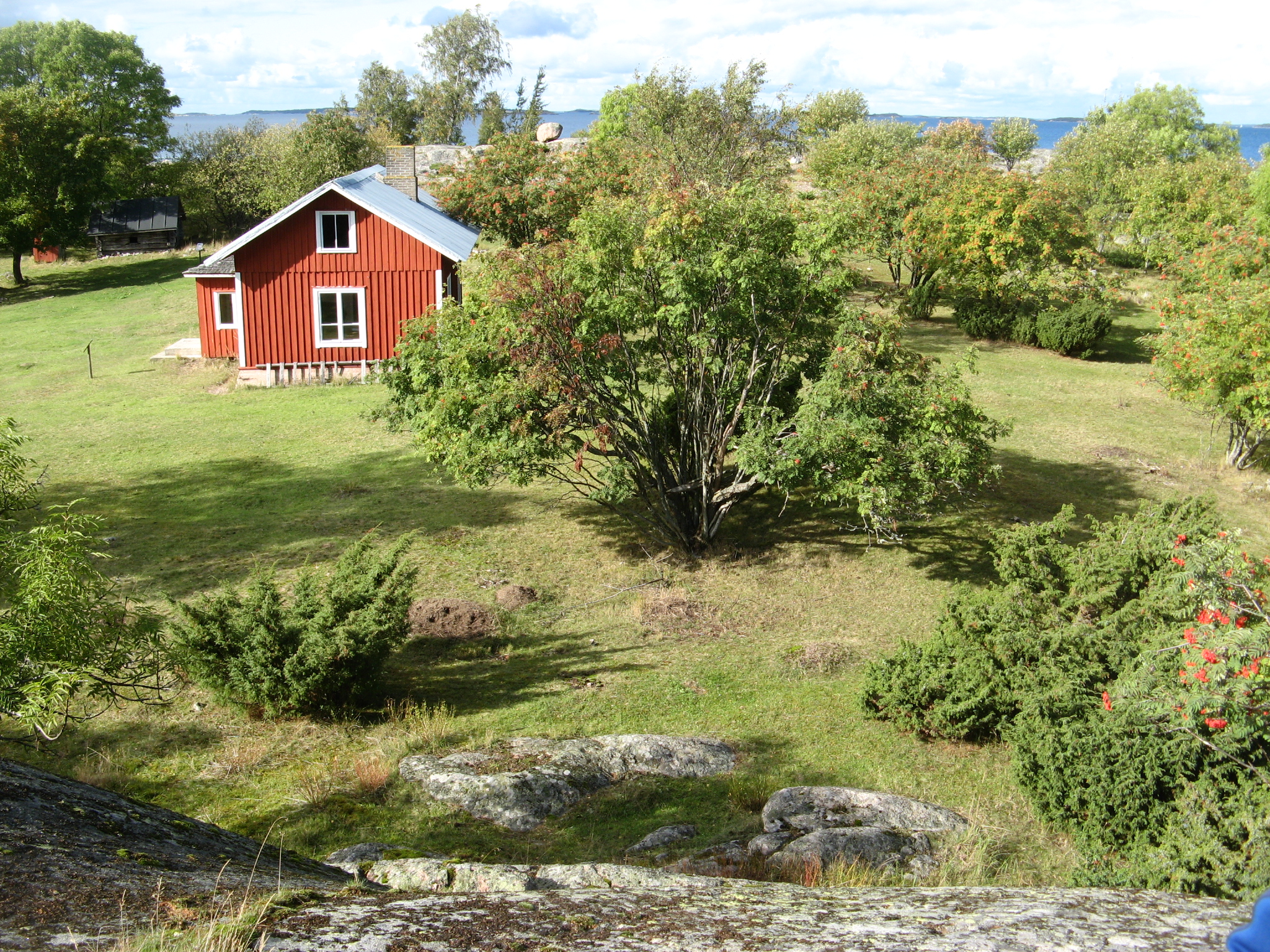